# Quanta Computers

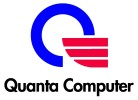
logo

Quanta Computer Incorporated is een Taiwanees computerfabrikant van laptops en andere computerhardware en van consumentenelektronica. Als Original Design Manufacturer (ODM) is het wereldwijd de grootste fabrikant van notebooks, die machines bouwt voor onder meer Dell Computer, Compaq, Apple, Hewlett Packard, IBM, Sony, Fujitsu Siemens Computers, Toshiba, Acer, Gericom, Sharp Corporation en Maxdata. Barry Lam leidt het bedrijf dat hij in 1988 stichtte.
Quanta Computers werd op 13 december 2005 geselecteerd als ODM voor de $100-laptop van het One Laptop Per Child project. Op 15 februari 2007 werd een order van 1 miljoen stuks bevestigd.
In 2005 werd geschat dat Quanta een aandeel had van 33% van de wereldmarkt van laptops. Naast computerhardware maakt Quanta ook consumentenelektronica met gps-ontvangers, smartphones en digitale-televisietoestellen.